# Oaia fără blană
Oaia fără blană este un scurt-metraj Pixar din anul 2003, care a fost disponibil în cinematografe ca scurt-metraj aferent filmului Incredibilii. Scurt-metrajul este o poveste muzicală despre o oaie dansatoare, care își pierde încrederea după ce a fost tunsă. Filmulețul a fost scris, regizat și narat în varianta originală de către animatorul Bud Luckey.